# マッツ・セルス
マッツ・セルス（Matz Sels、1992年2月26日 - ）は、ベルギー・リント出身のサッカー選手。プレミアリーグ・ノッティンガム・フォレスト所属。ベルギー代表。ポジションはGK。

## 経歴

### リールセ
7歳のときに、ジュピラー・プロ・リーグのリールセSKのユースからオファーをもらい、2010年にトップチームに昇格した。2012年の夏に、当時リールセの第一ゴールキーパーだった川島永嗣がスタンダール・リエージュに移籍したため、セルスはリールセの正ゴールキーパーとなり、同年7月29日のKAAヘント戦でトップチームにデビューした。

### ヘント
2013年12月31日にジュピラーリーグのKAAヘントに移籍した。2014年1月14日のベルギーカップ・KVコルトレイク戦で初出場した。

### ニューカッスル・ユナイテッド
2016年6月29日、フットボールリーグ・チャンピオンシップに降格したニューカッスル・ユナイテッドFCに5年契約、650万ポンドで移籍した。8月5日のフラムFC戦でデビューした。

### ストラスブール
2018年からRCストラスブールに加入。加入後は即座に正GKの座を掴んだ。しかし、20-21シーズンのプレーシーズンマッチにてアキレス腱を断裂の大けがを負い、長期離脱を余儀なくされた。この間、20-21シーズン終了まで、代役として川島永嗣が起用された。
21-22シーズンは開幕戦から正GKとして復帰した。

### ノッティンガム・フォレスト
2024年2月1日、ノッティンガム・フォレストFCと3年半契約を結んだ。加入後は、自身加入前まで正GK争いを繰り広げていたマット・ターナー、オディッセアス・ヴラホディモスから即座にポジションを奪い、正GKとして出場、16試合に出場した。

## 代表
2015年8月にUEFA EURO 2016予選のアンドラ代表、イスラエル代表と戦うベルギーA代表に、初招集されたが出場はなかった。
2018 FIFAワールドカップ・ヨーロッパ予選を戦うA代表に招集された。

## タイトル
ヘント
- ベルギー・プロ・リーグ: 2014-15
- ベルギー・スーパーカップ: 2015

ニューカッスル・ユナイテッド
- EFLチャンピオンシップ: 2016-17

アンデルレヒト
- ベルギー・スーパーカップ: 2017

ストラスブール
- クープ・ドゥ・ラ・リーグ: 2018-19